# Althengstett
Althengstett er en kommune i Landkreis Calw i den tyske delstat Baden-Württemberg.

## Geografi
Althengstett ligger i mellem 450 og 606 meters højde i det nordlige Schwarzwald i nærheden af de beskyttede landskaber Hecken- og Schlehengäu, hvortil også nabokommunerne Simmozheim, Gechingen og Ostelsheim hører. Althengstett er den højest beliggende kommune i Landkreis Calw øst for Nagold. Köpfle er med en højde på 606 moh. det højeste naturlige punkt i landkreisen, øst for floden Nagold. Dér ligger et jorddeponi, som er et godt udsigtspunkt hvorfra man kan se højderne i det nordlige, og er et godt udflugtsmål for vandrere der her kommer helt op i 630 meters højde. Andre toppe i Althengstett er: Täfelberg (570 m), Jägerberg (587 m), Hube (584 m), Heimberg (580 m), Köpfle (606 m), Muckberg (591 m), Esslesberg (560 m), Stoilesberg (578 m), Stutz (590 m), Predigtplatz (580 m), Ottenbronner Berg (570 m), Omelesberg (575 m), Hörnle (545 m), Brann (586 m). I godt vejr, kan man fra Heimberg se vindkraftanlægget Simmersfeld, Landesklinik Nordschwarzwald og byerne Altburg og Alzenberg.
I den sydvestlige ende af kommunen ligger kilderne til Tälesbach, der er en biflod fra højre til Nagold.
Untere Wald (450-558 moh.) er udløbere af Schwarzwald, der der når ind i Althengstett, og udgør det østligste punkt af Schwarzwald i Landkreis Calw. Godt en tredjedelaf kommunens areal er dækket af skov, hvoraf knap 70 % er nåleskov.

### Inddeling
Kommunen består af Althengstett (4.746 indbyggere i januar 2007), Neuhengstett (1.904 indbyggere) og Ottenbronn (1.446 indbyggere).

I Althengstett ligger bebyggelserne Schweichingen (557 moh.) og Unterer Wald. I Neuhengstett ligger bebyggelsen ] Schlehdorn.

### Nabokommuner
Nabokommunerne er Calw, Gechingen, Ostelsheim og Simmozheim.

## Historie
Omkring 1120 blev byen nævnt første gang i en bekendtgørelse fra Kloster Hirsau. Det daværende gods hørte da til Greverne von Calw. I det 13. århundrede kom under Greverne von Zweibrücken, men kom allerede i 1303 under Württemberg.